# Pensamiento mitopoéico
El pensamiento mitopoéico es una etapa hipotética del pensamiento humano anterior al pensamiento moderno, propuesta por Henri Frankfort y su esposa Henriette Antonia Frankfort en la década de 1940, basándose en su interpretación de la evidencia procedente de la arqueología y la antropología cultural. Según esta propuesta, hubo una etapa «mitopoéica», en la que la humanidad no pensaba en términos de generalizaciones y leyes impersonales: en cambio, los humanos veían cada evento como un acto de voluntad por parte de algún ser personal. Esta forma de pensar supuestamente explica la tendencia de los antiguos a crear mitos, que retratan los acontecimientos como actos de dioses y espíritus. En 1976, Julian Jaynes sugirió una explicación fisiológica para esto en forma de mentalidad bicameral.

## El término
El término mitopoéico significa «creación de mitos» (del griego mythos ‘mito’ y poiein ‘hacer’). Un grupo de especialistas en Oriente Próximo utilizó el término en su libro de 1946, La aventura intelectual del hombre antiguo: un ensayo sobre el pensamiento especulativo en el Antiguo Cercano Oriente, posteriormente reeditado como libro de bolsillo de 1949, Antes de la filosofía: la aventura intelectual del hombre antiguo. En la introducción de este libro, dos de los especialistas, Henri Frankfort y Henriette Groenewegen-Frankfort, sostienen que el pensamiento mitopoéico caracteriza una etapa distinta del pensamiento humano que difiere fundamentalmente del pensamiento científico moderno. El pensamiento mitopoéico, afirman los Frankfort, era concreto y personificante, mientras que el pensamiento moderno es abstracto e impersonal; dicho de otro modo, el pensamiento mitopoéico es «prefilosófico», mientras que el pensamiento moderno es «filosófico». Debido a este contraste básico entre el pensamiento mitopoéico y el moderno, los Frankfort suelen utilizar el término «pensamiento mitopoéico» como sinónimo del pensamiento antiguo en general.

## Características

### Visión personalista de la naturaleza
De acuerdo con los Frankfort, «la diferencia fundamental entre las actitudes del hombre moderno y del antiguo con respecto al mundo circundante es la siguiente: para el hombre científico moderno, el mundo fenoménico es principalmente un “Ello”; para el hombre antiguo —y también para el primitivo— es un “Tú”». En otras palabras, el hombre moderno ve la mayoría de las cosas como objetos impersonales, mientras que el hombre antiguo ve la mayoría de las cosas como personas.
Según ellos, los antiguos veían el mundo de esta manera porque no pensaban en términos de leyes universales. El pensamiento moderno «reduce el caos de las percepciones a un orden en el que los acontecimientos típicos tienen lugar según leyes universales». Por ejemplo, considere un río que generalmente crece en primavera. Supongamos que, una primavera, el río no crece. En ese caso, el pensamiento moderno no concluye que las leyes de la naturaleza hayan cambiado; en cambio, busca un conjunto de leyes fijas y universales que puedan explicar por qué el río ha crecido en otros casos, pero no en este. El pensamiento moderno es abstracto: busca principios unificadores detrás de la diversidad.
Por el contrario, sostienen los Frankfort, «la mente primitiva no puede apartarse hasta ese punto de la realidad perceptiva». El pensamiento mitopoéico no busca principios unificadores detrás de la diversidad de acontecimientos individuales. Es concreto, no abstracto: toma cada evento individual al pie de la letra. Cuando un río crece un año y no crece otro año, el pensamiento mitopoéico no intenta unir esos dos acontecimientos diferentes bajo una ley común. En cambio, «cuando el río no crece, se ha negado a crecer». Y si ninguna ley gobierna el comportamiento del río, si el río simplemente se ha «rehusado» a crecer, entonces su fracaso debe ser una «elección»: «El río, o los dioses, deben estar enojados», y deben de haber elegido retener la crecida anual. Así, el pensamiento mitopoéico acaba por considerar el mundo entero como personal: cada acontecimiento es un acto de voluntad.

### Tolerancia a la contradicción
Los Frankfort sostienen que el pensamiento mitopoéico explica la tolerancia de aparentes contradicciones en la mitología. Según la teoría de los Frankfort, los antiguos no intentaron unir diferentes experiencias bajo una ley universal; en cambio, tomaron cada experiencia individual al pie de la letra. Por lo tanto, a veces tomaban una experiencia y desarrollaban un mito a partir de ella, y tomaban una experiencia diferente y desarrollaban un mito diferente a partir de ella, sin preocuparse de si esos dos mitos se contradecían entre sí: «Es probable que los antiguos [...] presentaran varias descripciones de fenómenos naturales una al lado de la otra aunque se excluyeran mutuamente». Los Frankfort ponen como ejemplo el que los antiguos egipcios tuvieran tres mitos diferentes sobre la creación.

## La pérdida del pensamiento mitopoéico
De acuerdo con los Frankfort, «los antiguos egipcios y mesopotámicos» —su área de especialización— «vivían en un mundo totalmente mitopoéico». Cada fuerza natural, cada concepto, era un ser personal desde su punto de vista: «En Egipto y Mesopotamia lo divino era comprendido como inmanente: los dioses estaban en la naturaleza». Esta inmanencia y multiplicidad de lo divino es un resultado directo del pensamiento mitopoéico: por lo tanto, el primer paso en la pérdida de este tipo de pensamiento fue la pérdida de esta visión de lo divino. Los antiguos hebreos dieron este primer paso a través de su doctrina de un dios único y trascendente:
«Cuando leemos en el Salmo 19 que “los cielos cuentan la gloria de Dios, y el firmamento muestra la obra de sus manos”, escuchamos una voz que se burla de las creencias de los egipcios y babilonios. Los cielos, que para el salmista no eran más que un testimonio de la grandeza de Dios, eran para los mesopotámicos la majestad misma de la divinidad, el gobernante supremo, Anu [...] El dios de los salmistas y los profetas no estaba en la naturaleza. Él trascendió la naturaleza, y trascendió, igualmente, el reino de pensamiento mitopoéico».
Los antiguos hebreos todavía veían cada acontecimiento importante como un acto divino. Sin embargo, veían lo divino como un ser único, no como una miríada de espíritus, uno para cada fenómeno natural. Además, no veían lo divino como una voluntad dentro de la naturaleza: para ellos, la voluntad divina era una fuerza o ley detrás de todos los acontecimientos naturales.
Algunos filósofos griegos fueron más allá. En lugar de ver cada acontecimiento como un acto de voluntad, desarrollaron una noción de ley universal e impersonal: finalmente abandonaron el pensamiento mitopoéico y postularon leyes impersonales detrás de todos los fenómenos naturales. Es posible que estos filósofos no fueran científicos según los rígidos estándares actuales: sus hipótesis a menudo se basaban en suposiciones, no en datos empíricos. Sin embargo, por el mero hecho de que miraron más allá de la aparente diversidad e individualidad de los acontecimientos en busca de leyes subyacentes y desafiaron «las santidades prescriptivas de la religión», los griegos rompieron con el pensamiento mitopoéico.

## Crítica
El erudito religioso Robert Segal ha señalado que la dicotomía entre una visión personal e impersonal del mundo no es absoluta, como podría sugerir la distinción de los Frankfort entre el pensamiento antiguo y el moderno: «Cualquier fenómeno puede seguramente experimentarse como un Ello y como un Tú: considera, por ejemplo, una mascota y un paciente». Además, sostiene Segal, es «vergonzosamente simplista» llamar al antiguo Cercano Oriente «totalmente mitopoéico», a los hebreos «en gran medida no mitopoéicos» y a los griegos «totalmente científicos».